# L'Homme voilé
Pour plus de détails, voir Fiche technique et Distribution.
L'Homme voilé est un film franco-libanais réalisé par Maroun Bagdadi, sorti en 1987.

## Fiche technique
- Titre : L'Homme voilé
- Réalisation : Maroun Bagdadi
- Scénario : Maroun Bagdadi
- Dialogues : Didier Decoin
- Photographie : Patrick Blossier
- Son : Jean-Paul Mugel
- Costumes : Sylvie Gautrelet et Frédérique Santerre
- Décors : Richard Peduzzi
- Montage : Luc Barnier
- Musique : Gabriel Yared
- Producteur délégué : Humbert Balsan
- Sociétés de production : Hachette Première (Paris) - Intage Productions (Beyrouth) - Les Films de la Saga - Paris Classics Productions (Paris) - Top n°1 - UGC
- Pays de production :  France -  Liban
- Durée : 93 minutes
- Date de sortie : France : 16 septembre 1987

## Distribution
- Bernard Giraudeau : Pierre
- Michel Piccoli : Kassar
- Laure Marsac : Claire
- Michel Albertini : Kamal
- Sandrine Dumas : Julie
- Fouad Naim : l'oncle de Kamal
- Sonia Ichti : la femme de Kamal
- Jonathan Layana : Marouane
- Kamal Kassar : Youssef